# فلاديمير منشوف
فلاديمير منشوف  (بالروسية: Влади́мир Валенти́нович Меньшо́в; (17 سبتمبر 1939 - 5 يوليو 2021)، هو ممثل ومخرج سينمائي سوفيتي وروسي.
من المعروف ان له خمسة أفلام كان أشهرها على الإطلاق فيلم الميلودراما موسكو لا تعرف الدموع 1979، الذي فاز بجائزة الأوسكار لأفضل فيلم باللغة الأجنبية في عام 1968.

## روابط خارجية
- فلاديمير منشوف على موقع IMDb (الإنجليزية)
- فلاديمير منشوف على موقع الموسوعة البريطانية (الإنجليزية)
- فلاديمير منشوف على موقع ألو سيني (الفرنسية)
- فلاديمير منشوف على موقع ميوزك برينز (الإنجليزية)
- فلاديمير منشوف على موقع أول موفي (الإنجليزية)
- فلاديمير منشوف على موقع قاعدة بيانات الأفلام السويدية (السويدية)
- فلاديمير منشوف على موقع ديسكوغز (الإنجليزية)
- فلاديمير منشوف على موقع قاعدة بيانات الفيلم (الإنجليزية)
- فلاديمير منشوف على موقع ليتربوكسد (الإنجليزية)
- فلاديمير منشوف على موقع كينوبويسك (الروسية)